# In This Moment
In This Moment je americká gothic metalová skupina, kterou v roce 2005 založil kytarista Chris Howorth a zpěvačka Maria Brink pod názvem Dying Star.
Složení skupiny se několikrát změnilo, obměnou prošel také název, své první studiové album, Beautiful Tragedy, skupina vydala v roce 2007 ve složení Chris Howorth, Maria Brink, Jesse Landry, Jeff Fabb a Blake Bunzel. Album kombinovalo prvky hardrocku a metalcore, nejúspěšnějším singlem z alba byla skladba „Prayers“. Do širšího povědomí se skupina dostala se svým druhým albem, The Dream z roku 2008, které určilo více alternativní směrování tvorby skupiny. Vedoucím singlem alba byla píseň „Forever“. Třetí album nesoucí název A Star-Crossed Wasteland vyšlo v roce 2010 a čtvrté album s názvem Blood vyšlo v srpnu 2012. Jejich páté album s názvem Black Widow vyšlo v listopadu 2014. Ritual, jejich šesté studiové album, vyšlo v létě roku 2017. Jejich sedmé studiové album Mother vyšlo 27. března 2020. In This Moment předskakovali některým významným metalovým skupinám, například Lacuna Coil.

## Členové

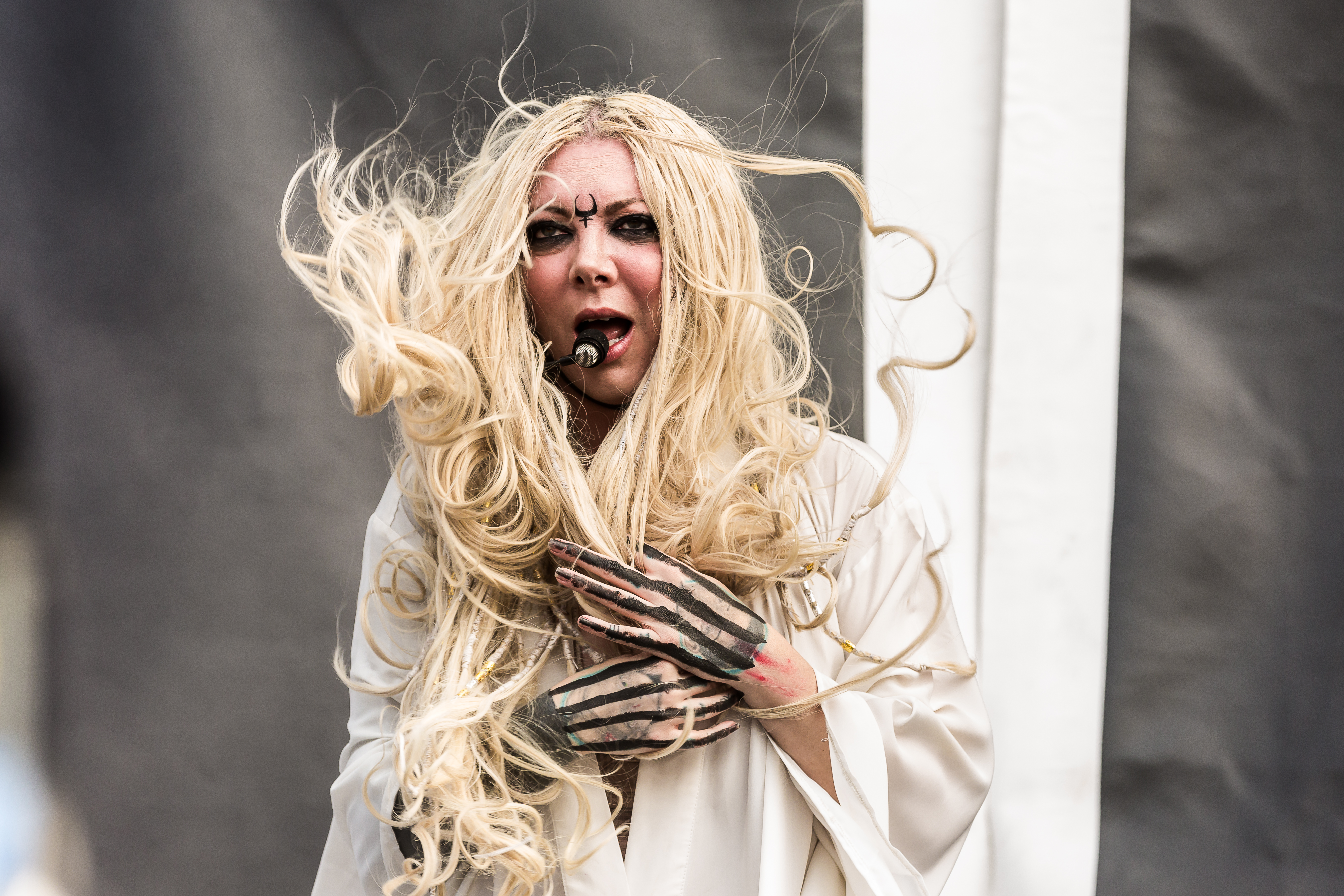
Maria Brink
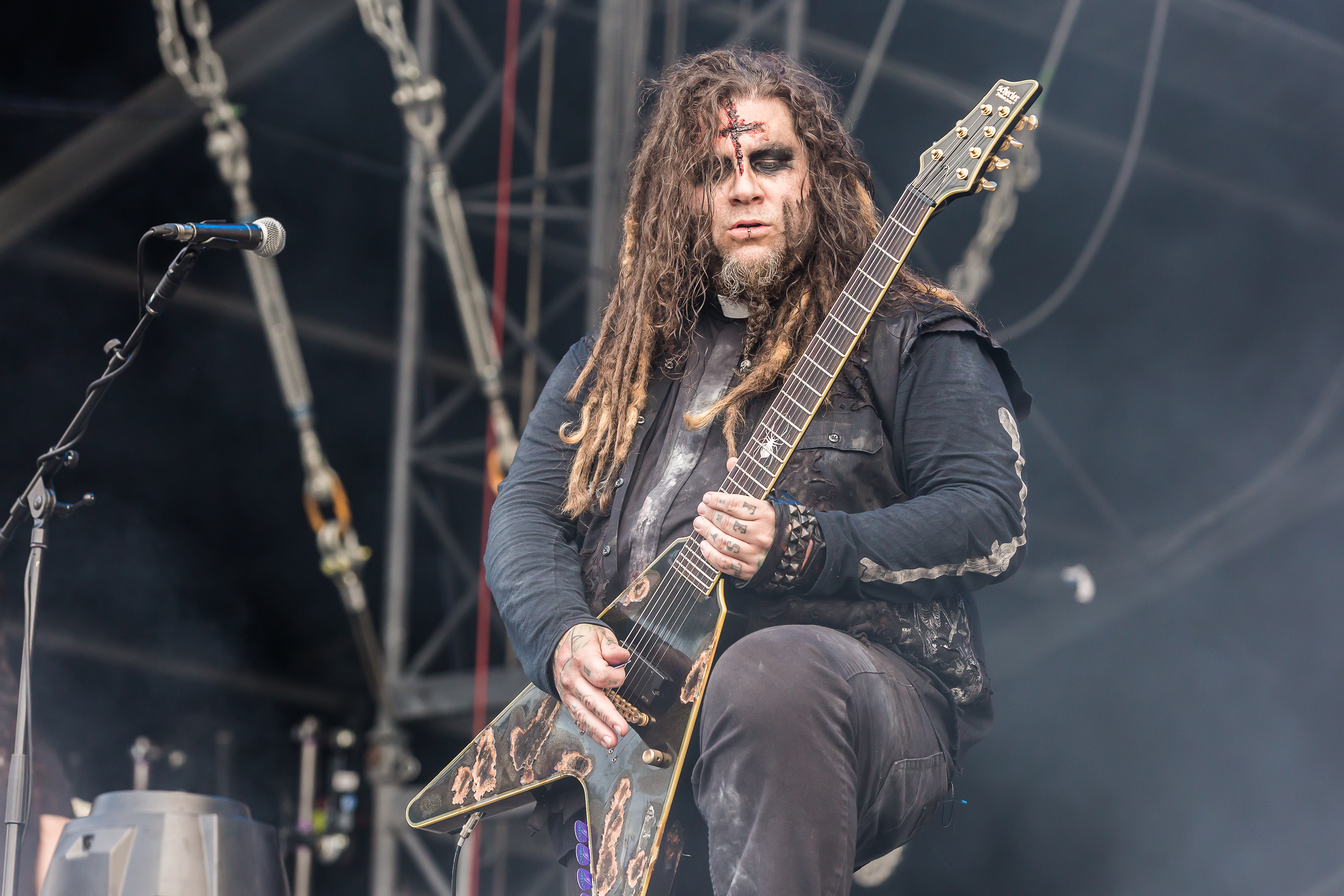
Chris Howorth
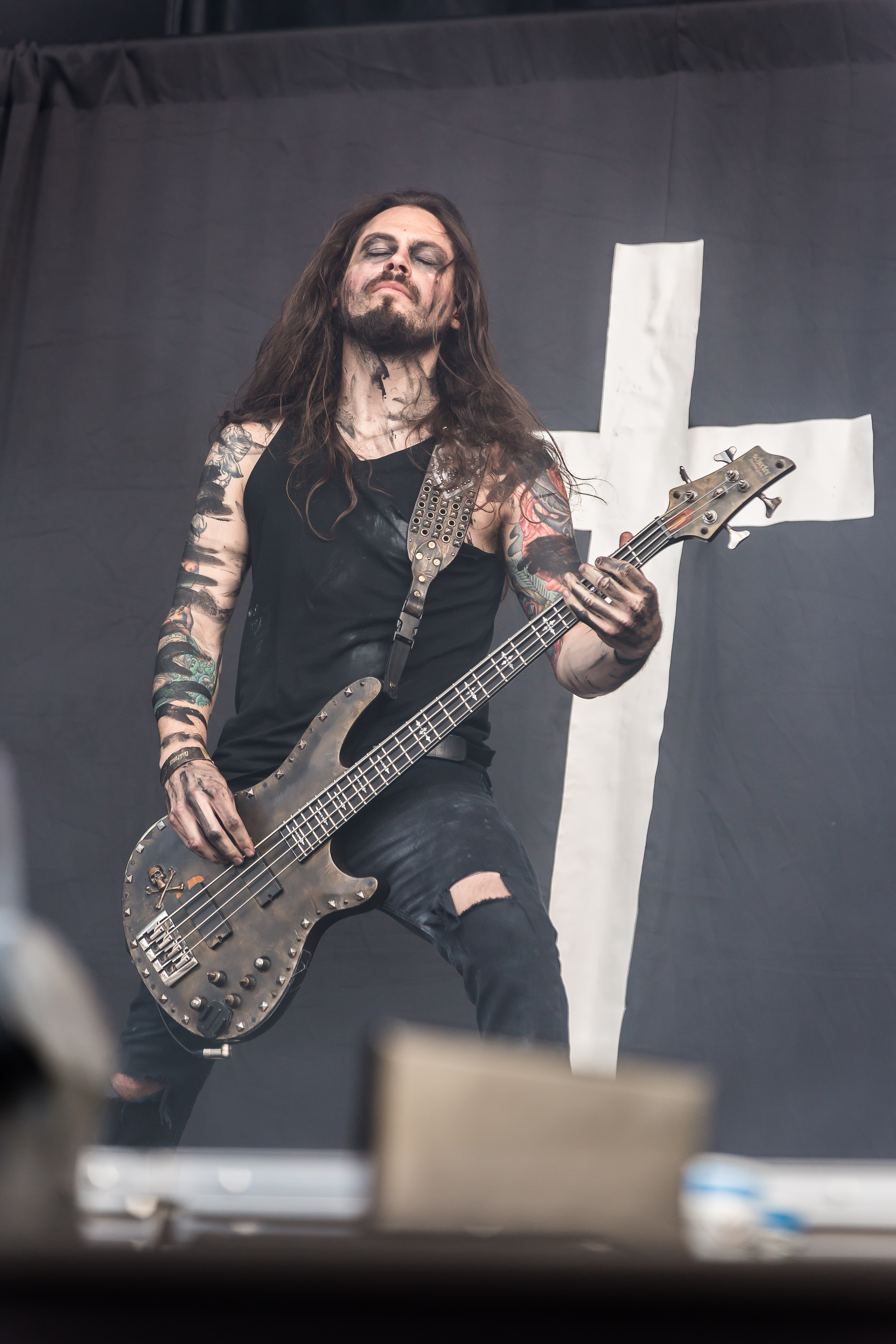
Travis Johnson
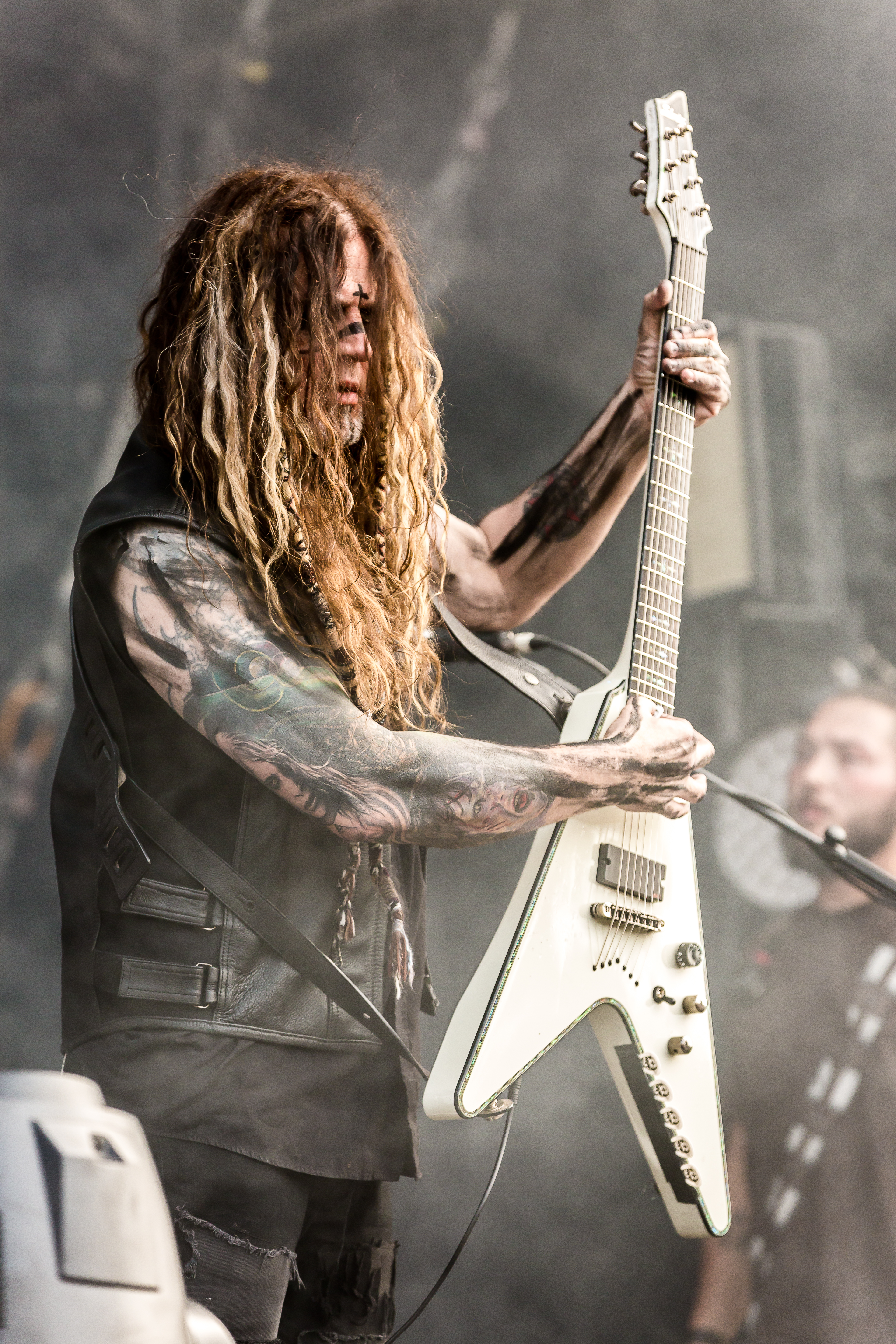
Randy Weitzel
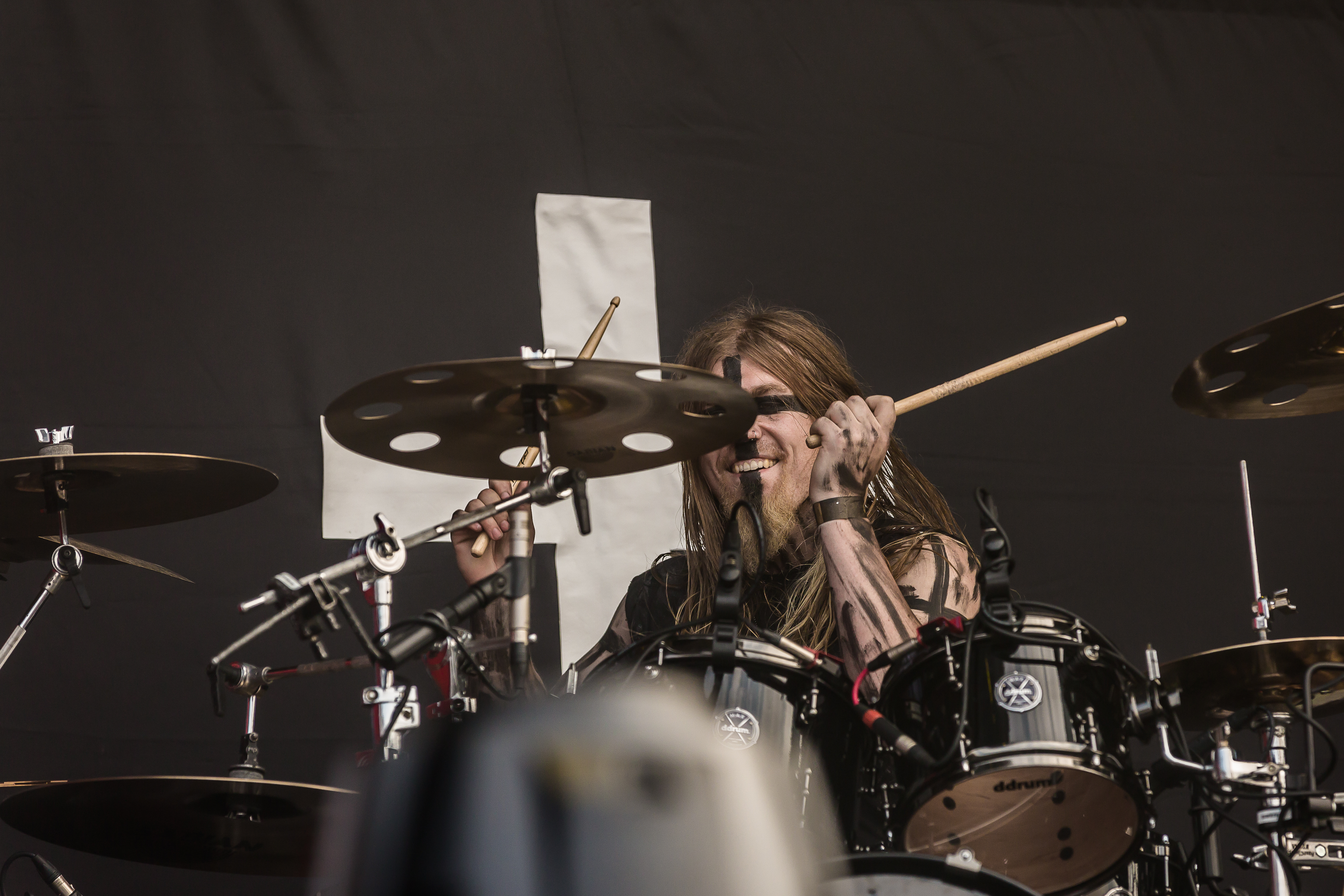
Kent Diimmel

#### Současní členové
- Maria Brink – hlavní zpěv, piano (2005–současnost)
- Chris Howorth – hlavní kytara, doprovodný zpěv (2005–současnost)
- Travis Johnson – baskytara, doprovodný zpěv (2010–současnost)
- Randy Weitzel – doprovodná kytara, doprovodný zpěv (2011–současnost)
- Kent Diimmel – bicí (2016–současnost)

#### Dřívější členové
- Blake Bunzel – doprovodná kytara, doprovodný zpěv (2005–2011)
- Josh Newell – baskytara, doprovodný zpěv (2005)
- Jesse Landry – baskytara, doprovodný zpěv (2005–2009)
- Kyle Konkiel – baskytara, doprovodný zpěv (2009–2010)
- Jeff Fabb – bicí (2005–2011)
- Tom Hane – bicí (2011–2016)

Časová osa

## Diskografie

### Studiová alba
- Beautiful Tragedy (2007)
- The Dream (2008)
- A Star-Crossed Wasteland (2010)
- Blood (2012)
- Black Widow (2014)
- Ritual (2017)
- Mother (2020)
- Godmode (2023)

### Živá alba
- Blood at the Orpheum (2014)

### Kompilace
- Rise of the Blood Legion - Greatest Hits (2015)